# صندوق الاستثمار المباشر الروسي
صندوق الاستثمار المباشر الروسي (بالروسية: Российский фонд прямых инвестиций)‏ (إختصاراً بالانجليزية: RDIF ) هو صندوق الثروة السيادية الروسي الذي أنشأته الحكومة الروسية في عام 2011 للقيام باستثمارات في شركات داخل القطاعات ذات النمو المرتفع في الاقتصاد الروسي . وتتمثل مهمتها في الاستثمار المشترك جنبًا إلى جنب مع أكبر المستثمرين المؤسسيين في العالم وصناديق الاستثمار المباشر وصناديق الثروة السيادية والشركات الرائدة.
ويبلغ رأس المال المحجوز تحت إدارة صندوق الاستثمار المباشر الروسي 10 مليارات دولار أمريكي. وقد استثمر صندوق الاستثمار المباشر الروسي وخصص لهذا الغرض 2.1 تريليون روبل روسي ، منها 200 مليار روبل روسي و1.9 تريليون روبل روسي من مستثمرين مشاركين وشركاء وبنوك. كما اجتذب صندوق الاستثمار المباشر الروسي أكثر من 40 مليار دولار من رأس المال الأجنبي إلى الاقتصاد الروسي من خلال شراكات استراتيجية طويلة الأجل. كيريل دميترييف هو الرئيس التنفيذي لصندوق الاستثمار المباشر الروسي.

## أنظر أيضا
- صندوق الثروة الوطني الروسي

## روابط خارجية
- صندوق الاستثمار المباشر الروسي (RDIF) باللغة الروسية